# Justin Bieber
Justin Drew Bieber (London, Ontario, Kanada, 1. ožujka 1994.) je kanadski pop i R&B pjevač i tekstopisac. Svjetsku slavu je stekao putem internetskog portala YouTube, gdje je postavljao svoje izvedbe pjesama glazbenika poput Alicia Keys, Justin Timberlake i Chris Brown. Nakon što ga je otkrio njegov sadašnji menadžer Scooter Braun, Bieber je potpisao ugovor s diskografskom kućom Island Records uz veliku pomoć glazbenika Ushera.

## Životopis
Justin Bieber je rođen 1. ožujka 1994. godine u Londonu, Ontario, Kanada. Zatrudnjevši kao 18-godišnjakinja, Justinova majka Pattie Mallette ga je samostalno odgajala. Justin je pak ostao u kontaktu s ocem Jeremyjem Bieberom. Kako je odrastao, Justin je sam sebe naučio svirati bubnjeve, gitaru i klavir. Početkom 2007. godine, s 12 godina, Bieber je pjevao pjesmu "So Sick" R&B pjevača Ne-Yoa na lokalnom natjecanju i završio na drugom mjestu. Njegova majka je na YouTubeu objavila video nastupa, kako bi ga obitelj i prijatelji koji žive dalje mogli vidjeti. Međutim, nastavila je stavljati videe Justinovih izvedbi raznih R&B pjesama, te je njegova popularnost rasla.

## Početak karijere
Tražeći mlade talente, producent Scooter Braun je sasvim slučajno kliknuo na Bieberov video. Impresioniran, nakon toga kontaktirao njegovu majku Malette. Nakon nekog vremena Justin i Malette su zajedno avionom stigli do Atlante kod Brauna, da bi snimili nekoliko demosnimaka. Tjedan dana nakon toga, Justin je upoznao glazbenika Ushera, te mu otpjevao jednu pjesmu. Usher mu je uredio audiciju za diskografsku kuću Island Def Jam Music Group, te je potpisao ugovor s Island Recordsom u listopadu 2008. godine. Justin se sa svojom majko preselio u Atlantu da bi nastavio s karijerom.

## Karijera
U studenom 2009. godine izdao je prvu polovicu albuma naziva "My World", te u ožujku 2010. godine drugu polovicu albuma naziva "My World 2.0". Slavu je postigao singlovima "One Time", "One Less Lonely Girl", "Baby" i "Somebody To Love".

### 2010. godina
Justin je otišao na svoju prvu službenu turneju 23. lipnja 2010., počevši u Hartfordu, Connecticut, promovirati pjesme Moj svijet i Moj svijet 2.0. Turneja se zove My World Tour i završava u prosincu 2010. U srpnju 2010., objavljeno je da je on najtraženija javna osoba na internetu. Istog mjeseca njegov video spot, "Baby", nadmašio je pjesmu Lady Gage  "Bad Romance".
Justin je započeo snimanje svog drugog albuma u srpnju 2010 u New Yorku. Zbog puberteta, glas mu je dublji nego što je bio kada je snimio svoj prvi album te zbog toga dolazi do kašnjenja u objavi albuma. U travnju 2010., pjevač govori o svom glasu: "Uništen je. Kao i svaki tinejdžer, suočavam se s time i imam najbolju vokalnu trenericu na svijetu. Neki od tonova u pjesmi Baby više ne mogu ispjevati." Britanski pjevač i tekstopisac Taio Cruz je potvrdio u srpnju 2010. da piše pjesme za sljedeći album Justina Biebera. Hip hop producent Dr. Dre producirao dvije pjesme s Justinom u srpnju 2010., ali je nepoznato kada će se objaviti taj album.
Justin je kao gost nastupio u novoj sezoni serije CSI: Crime Scene Investigation, emitirane 23. rujna 2010. Glumio je "uznemirenog adolescenta" koji je suočen s teškom odlukom o krivici brata. Justin će se nastaviti pojavljivati u kasnijim epizodama u sezoni kao i njegov lik kako priča napreduje.Justin će također glumiti 3D filmu o sebi u režiji redatelja Jon Chu koji je producirao i film Step Up 3D. Premijera filma Never Say Never je zakazana za veljaču 2010. 3-D dokumentarni film izdan je 11. veljače 2011. Film je bio na vrhu ljestvica najgledanijih filmova u kinima nakon jednog dana od objavljivanja s prihodom od 12,4 milijuna dolara u 3105 kina. Tijekom prvog vikenda film je zaradio 30,3 milijuna dolara. Za promociju filma, izdat je remix album Never Say Never – The Remixes koji sadrži duete s Miley Cyrus,Chrisom Brownom i Kanye Westom. Prvog studenog 2011. godine izdaje album "Under The Mistletoe" s hit-singlom "Mistletoe" te obradama pjesama "Silent Night", "Santa Claus Is Coming To Town" i "All I Want For Christmas Is You" s Mariah Carey. 
U ožujku 2012. izbacuje prvi hit-singl s novog albuma "Believe", "Boyfriend." Spot za pjesmu "Boyfriend" u jednom je danu pogledan preko 6 milijuna puta, pa tako Justin zaslužuje još jedan rekord, za koji su recimo, najviše zaslužni njegovi najvjerniji obožavatelji, Belieberi. Cijeli album "Believe" izdaje 15. lipnja 2012., Island Records. Najveću popularnost postigle su pjesme "As Long As You Love Me" s Big Seanom, "Die In Your Arms", "Believe", All Around The World" i naravno, "Boyfriend". Za potrebe novog albuma, Justin je surađivao s glazbenicima kao što su Nicki Minaj i Big Sean. Sedmog svibnja, uoči Majčinog dana, izlazi pjesma "Turn To You", u kojoj mladi Justin pjeva o svojoj majci. Album "Believe" postigao je jako velik uspjeh. Mnogi su rekli kako je ovo do sada najbolji album Justina Biebera.

## Privatni život

### Stavovi i vjerovanja
Justin je u intervjuu za Guardian izjavio kako je kršćanin. Justin je u magazinu Rolling Stone upitan je li on osoba koja čeka brak kako bi prakticirala seks, na što je odgovorio "Ja mislim da ne biste trebali imati spolni odnos s nekime osim ako ne postoji ljubav." Na pitanje što misli o pobačaju, Justin je odgovorio kako ne vjeruje u pobačaj i kako je to "poput ubojstva djeteta." Međutim, kasnije je ipak demantirao ove stavove i dao podršku ženama koje se odlučuju na pobačaj. Kada je upitan o slučajevima silovanja, rekao je, "Pa, mislim da je to stvarno žalosno, ali sve se događa s razlogom. Ne znam koji je razlog za to. Nisam bio u tom položaju, pa ne mogu govoriti o tome." Također je dao podršku neprofitnoj organizaciji It Gets Better, koja se zasniva na preventiranju samoubojstava među LGBT-mladeži, dok je seksualnu orijentaciju opisao kao "vlastitu odluku".
Na pitanje kako želi odgajati svoju djecu, Bieber je odgovorio: "Ja sam Isusov sljedbenik. Kada prihvatite Isusa, hodate s Duhom Svetim. Ja samo želim da me vodi Duh Sveti." Mnoge Bieberove tetovaže tako imaju religijsko značenje, uključujući križ srednje veličine na prsima i maleni križ ispod oka. Bieber je također prekrio tekst "Božji sin" tetoviran na svom trbuhu velikim dizajnom koji prikazuje dva anđela, gotičke lukove, kostur i zmiju.

### Odnosi
Justin je bio povezivan s velikim brojem djevojaka, uključujući reality zvijezdu Kim Kardashian, pjevačicu i partericu na turneji Jasmin Villegas., te glumicu Selenu Gomez.
U srpnju 2018. godine, nakon godina prijateljstva, zaručio se s američkom manekenkom i kćeri Stephena Baldwina, Hailey Rhode, da bi se nedugo zatim i oženio njome. Dana 30. rujna 2019. godine, par se vjenčao u službenoj ceremoniji u Blufftonu, Južna Karolina. U svibnju 2024. godine par je na društvenim mrežama objavio vijest o trudnoći, a 23. kolovoza o rođenju svojeg prvog djeteta.

## Diskografija
- My World (2009.)
- My World 2.0 (2010.)
- My Worlds Acoustic (2010.)
- Never Say Never-The Remixes (2011.)
- Under The Mistletoe (2011.)
- Believe (2012.)
- Believe Acoustic (2013.)
- Journals (2013.)
- Purpose (2015.)
- Changes (2020.)
- Justice (2021.)

### Singlovi
- "One Time" (2009.)
- "One Less Lonely Girl" (2009.)
- "Baby" s Ludacrisom (2010.)
- "Eenie Meenie" sa Seanom Kingstonom (2010.)
- "Somebody to Love" s Usherom (2010.)
- "U Smile" (2010.)
- "Pray" (2010.)
- "Never Say Never (2011.)
- "That Should Be Me" s Rascal Flattsima (2011.)
- "Mistletoe" (2011.)
- "All I want for Christmas is you" ft. Mariah Carey (2011.)
- "Boyfriend" (2012.)
- "As Long As You Love Me" s Big Seanom (2012.)
- "Beauty and A Beat" s Nicki Minaj (2012.)
- "All That Matters" (2013.)
- "Hold Tight" (2013.)
- "What Do You Mean?" (2015.)
- "Sorry" (2015.)
- "Love Yourself" (2015.)
- "Company" (2016.)
- "Friends" (2017.)
- "I Don't Care" s Edom Sheeranom (2019.)
- "10,000 Hours" s Dan + Shayom (2019.)
- "Bad Guy" s Billie Eilish (remix) (2019.)
- "Yummy" (2020.)
- "Intentions" s Quavom (2020.)
- "Stuck with U" s Arianom Grande (2020.)
- "Lonely" s Bennyjem Blancom (2020.)
- "Holy" s Chanceom the Rapperom (2020.)
- "Mood" s 24kGoldnom, Iannom Diorom i J-om Balvinom (remix) (2020.)
- "Monster" sa Shawnom Mendesom (2020.)
- "Ghost" (2021.)
- "Hold on" (2021.)
- "Anyone" (2021.)
- "Peaches" s Danielom Caesarom i Giveonom (2021.)
- "Stay" s The Kidom Laroijem (2021.)
- "Wandered to LA" s Juiceom WRLD-om (2021.)
- "Rockin' Around the Christmas Tree" (cover) (2021.)
- "Attention" s Omah Layom (2022.)
- "Honest" s Donom Toliverom (2022.)

## Turneje
- Urban Behavior Tour (2009.)
- My World Tour (2010. – 11.)
- Believe Tour (2012. – 13.)
- Purpose World Tour (2016. – 17.)
- Justice World Tour (2021. – 22.)

## Vanjske poveznice
- Službena stranica